# India pale ale

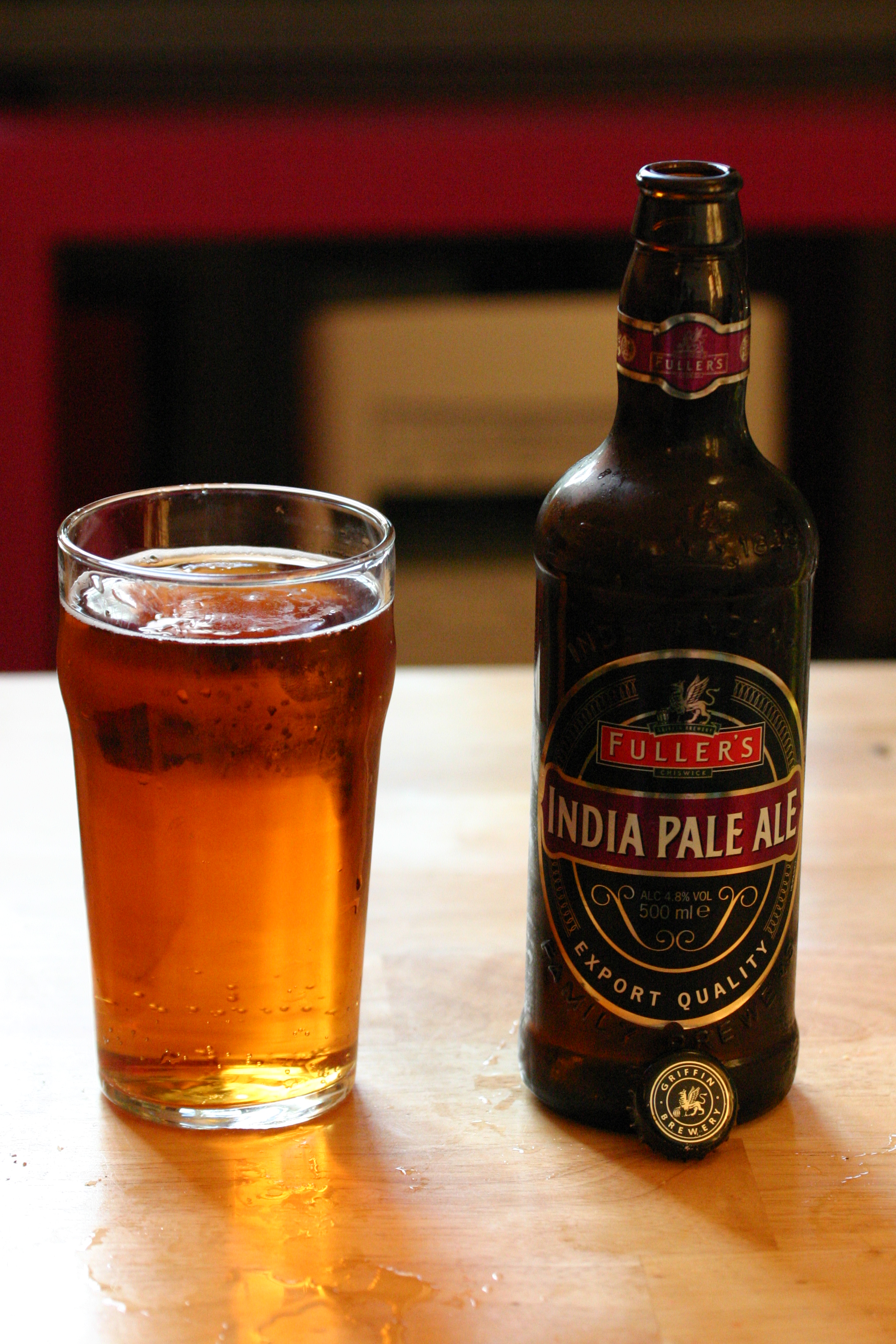
India Pale Ale da Fuller's.

India pale ale (IPA) é um tipo de cerveja de lúpulo dentro da categoria mais ampla de pale ales.
O primeiro uso conhecido da expressão "India pale ale" é de um anúncio no Sydney Gazette and New South Wales Advertiser em 1829.  Foi também referido como pale ale como preparado na Índia, India ale, pale India ale ou pale export India ale.
Conhecidas como IPAs, têm um amargor acentuado, remetente dos lúpulos usados em sua fabricação que na sua grande maioria apresentam características herbais ou frutadas. 